# マーティン・カープラス
マーティン・カープラス（Martin Karplus [ˈmaʁˌtin ˈkaʁplus]、1930年3月15日 - 2024年12月28日）は、アメリカの理論化学者。1979年からハーバード大学のセオドア・ウィリアム・リチャーズ化学教授職に務めている。また、フランス国立科学研究センターとルイ・パスツール大学が共同運営する生物物理化学研究所の研究所長を務めている。

## 経歴
オーストリア・ウィーン出身。1938年3月13日、オーストリアはナチス・ドイツに併合され、その数日後カープラスは家族とともに国外に脱出。スイス、フランスを経由してアメリカに渡った。
1950年にハーバード大学で学士号（B.A.）を取得した後、1953年にカリフォルニア工科大学のライナス・ポーリングの下で博士号（Ph.D.）を授与された。その後、オックスフォード大学でNSFポスドク研究員としてチャールズ・クールソンの下で研究した。
カープラスは物理化学の多くの分野に重要な貢献を残した。核磁気共鳴分光法、化学動力学、量子化学の他、生体高分子の分子力学シミュレーションへの貢献が著名である。
核磁気共鳴分光法では、核スピン-スピンカップリングと電子スピン共鳴分光法の理解に重要な業績を残した。タンパク質核磁気共鳴分光法において結合定数とタンパク質骨格のねじれ角度の相関を記述するカープラス式は彼の名に因む。
カープラスの現在の研究内容は主として生体分子に関するものである。彼のグループはCHARMMという分子力学シミュレーション用プログラムを開発し現在も調整を続けている。彼はマキャモン、ジェランと共に、ウシ膵臓トリプシン阻害因子（BPTI）の分子力学シミュレーションを世界で初めて発表した。このシミュレーションはタンパク質分子の動力学的性質を解明するものだった。
現在、国際量子分子科学アカデミーの会員である。また、1955年以降から現在までにイリノイ大学、コロンビア大学(1960-67)、ハーバード大学で監督した大学院生やポスドク研究員の人数は200人を超える。2000年王立協会外国人会員選出。
2024年12月28日、マサチューセッツ州ケンブリッジの自宅で死去。94歳没。

## 受賞歴
- 1987年 アーヴィング・ラングミュア賞
- 2004年 ライナス・ポーリング賞
- 2013年 トムソン・ロイター引用栄誉賞
- 2013年 ノーベル化学賞